# 5 cm KwK 38
5 cm KwK 38 L/42 (5 cm Kampfwagenkanone 38 L/42) – niemiecka armata czołgowa kalibru 50 mm stanowiąca główne uzbrojenie czołgu średniego PzKpfw III od wersji Ausf. E do J.

## Amunicja
- PzGr (przeciwpancerny, pełnokalibrowy)
- PzGr.39 (przeciwpancerny pocisk rdzeniowy z czepcem i czepcem balistycznym)
- PzGr.40 (przeciwpancerny, pełnokalibrowy z rdzeniem)